# Oratorio di Sant'Andrea Apostolo (Roma)
L'oratorio di Sant'Andrea apostolo è un luogo di culto cattolico di Roma, situato nella zona Tomba di Nerone, in via Cassia.
Fu costruito, all'interno della villa di famiglia, dal cardinale Antonio Pignatelli nel 1690, un anno prima che questi salisse al trono pontificio e assumesse il nome di Innocenzo XII. La villa fu acquistata nel 1933 da una congregazione religiosa femminile, le Suore Orsoline di Gandino, che vi insediarono una scuola e trasformarono la chiesa in cappella privata dell'istituzione scolastica. Essa è una chiesa annessa della parrocchia omonima sulla via Cassia.
Una piccola scalinata precede la facciata, sormontata da un timpano ove è scolpito lo stemma della famiglia Pignatelli. L'interno è ad un'unica navata e conserva un quadro della Madonna nera, donato dalla Santa Sede alle suore dell'annessa scuola.